# Nokere Koerse 2018
La Nokere Koerse 2018, ufficialmente Danilith - Nokere Koerse, settantatreesima edizione della corsa, valevole come evento dell'UCI Europe Tour 2018 categoria 1.HC, si svolse il 14 marzo 2018 per un percorso di 191,1 km, con partenza da Deinze ed arrivo a Nokere, in Belgio. La vittoria fu appannaggio dell'olandese Fabio Jakobsen, che completò il percorso in 4h32'56" alla media di 42,01 km/h, precedendo il belga Amaury Capiot e il francese Hugo Hofstetter.
Al traguardo di Nokere furono 119 i ciclisti, dei 153 partiti da Deinze, che portarono a termine la competizione.

## Squadre e corridori partecipanti
| N.      | Cod. | Squadra                  |
| ------- | ---- | ------------------------ |
| 2-7     | COF  | Cofidis                  |
| 12-17   | BMC  | BMC Racing Team          |
| 21-27   | QST  | Quick-Step Floors        |
| 31-36   | LTS  | Lotto Soudal             |
| 41-47   | BOH  | Bora-Hansgrohe           |
| 51-56   | TKA  | Team Katusha Alpecin     |
| 61-67   | SKY  | Team Sky                 |
| 71-77   | SUN  | Team Sunweb              |
| 81-87   | ABS  | Aqua Blue Sport          |
| 91-97   | SVB  | Sport Vlaanderen-Baloise |
| 101-107 | WGG  | Wanty-Groupe Gobert      |
| 111-117 | VWC  | Veranda's Willems-Crelan |

| N.      | Cod. | Squadra                      |
| ------- | ---- | ---------------------------- |
| 121-127 | DMP  | Delko Marseille Provence KTM |
| 131-137 | CCC  | CCC Sprandi Polkowice        |
| 141-147 | TDE  | Direct Énergie               |
| 151-157 | RNL  | Roompot-Nederlandse Loterij  |
| 161-167 | VCC  | Vital Concept Cycling Club   |
| 171-176 | ICA  | Israel Cycling Academy       |
| 181-187 | HBA  | Hagens Berman Axeon          |
| 191-197 | UHC  | UnitedHealthcare             |
| 201-207 | WVA  | WB Aqua Protect Veranclassic |
| 211-217 | CIB  | Cibel-Cebon                  |
| 221-227 | TIS  | Tarteletto-Isorex            |

## Ordine d'arrivo (Top 10)
| Pos. | Corridore           | Squadra    | Tempo    |
| ---- | ------------------- | ---------- | -------- |
| 1    | Fabio Jakobsen      | Quick-Step | 4h32'56" |
| 2    | Amaury Capiot       | Sport Vl.  | s.t.     |
| 3    | Hugo Hofstetter     | Cofidis    | s.t.     |
| 4    | Roy Jans            | Cibel      | s.t.     |
| 5    | Andrew Fenn         | Aqua Blue  | s.t.     |
| 6    | Baptiste Planckaert | Katusha    | s.t.     |
| 7    | Zakkari Dempster    | Israel     | s.t.     |
| 8    | Sean De Bie         | Veranda's  | s.t.     |
| 9    | Maxime Vantomme     | WB Veran.  | s.t.     |
| 10   | Kamil Gradek        | CCC        | s.t.     |